# 孫光祖 (光緒進士)
孫光祖（?—?），貴州省鎮遠府黃平州人，清朝政治人物、進士出身。
光緒二十四年（1898年），参加光緒戊戌科殿試，登進士二甲150名。同年五月，以主事分部学习。